# Phataginus
Phataginus ist eine Gattung aus der Familie der Schuppentiere (Manidae). Sie umfasst die baumlebenden Vertreter Afrikas, die hauptsächlich in West- und Zentralafrika verbreitet sind. Insgesamt können mit dem Langschwanzschuppentier und dem Weißbauchschuppentier zwei Arten unterschieden werden. Beide bewohnen vorwiegend Waldlandschaften und ernähren sich von Termiten und Insekten. Neben dem äußerlich markanten Schuppenpanzer ist vor allem der außergewöhnlich lange Schwanz auffällig, der als Greifschwanz fungiert und eine Anpassung an das Leben in den Bäumen darstellt. Intensive Bejagung, teils zur Nahrungsversorgung, teils aber auch zur Verwendung in lokalen medizinischen Gebräuchen führen zum Rückgang einzelner Bestände. Zunehmend hat auch die Verwendung in der Traditionellen Chinesischen Medizin einen negativen Einfluss auf die Populationen der baumbewohnenden, afrikanischen Schuppentiere. Beide Arten gelten als in ihrem Bestand gefährdet.

## Merkmale

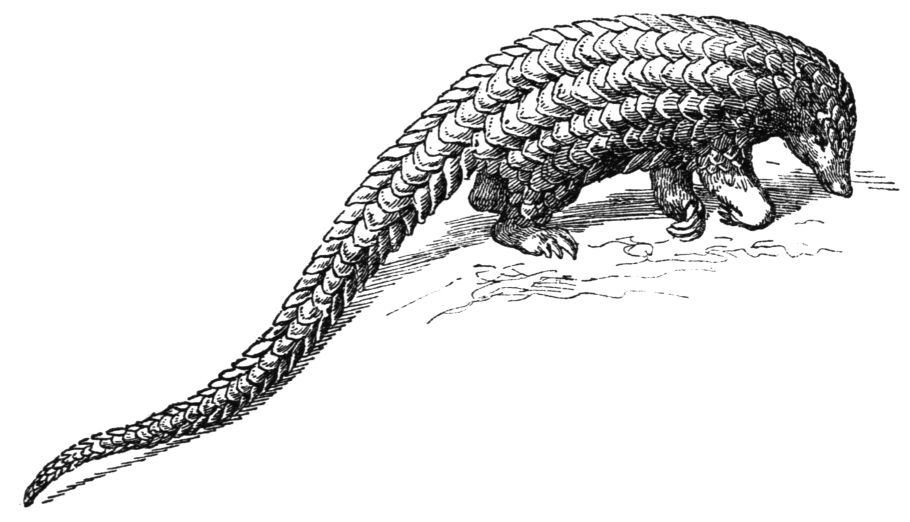
Langschwanzschuppentier (Phataginus tetradactyla)

Die Gattung Phataginus umfasst mit dem Weißbauchschuppentier (Phataginus tricuspis) und dem Langschwanzschuppentier (Phataginus tetradactyla) die kleinsten Vertreter der Schuppentiere. Diese erreichen eine Kopf-Rumpf-Länge von 30 bis 43 cm, eine Schwanzlänge von 34 bis 70 cm und ein Gewicht von 1,6 bis 3,5 kg. Herausragend ist vor allem der extrem lange Schwanz, der anderthalb bis zweimal so lang wie der restliche Körper wird. Der knöcherne Unterbau des Schwanzes setzt sich aus 41 bis 50 Wirbeln zusammen, was die höchste Anzahl unter den heutigen Säugetieren darstellt. Insgesamt erscheinen die baumkletternden, afrikanischen Schuppentiere somit deutlich graziler und leichter gebaut als die bodenbewohnenden und haben einen wesentlich längeren Schwanz als diese. Wie bei allen Schuppentieren ist ein Schuppenpanzer ausgebildet, der den Kopf, den Rücken und die Seiten des Rumpfes, den Schwanz und die Außenseiten der Gliedmaßen bedeckt. Abweichend von den anderen Schuppentieren fehlt die Panzerung aber bei Phataginus an den unteren Vorderbeinen, die stattdessen von langen Haaren bedeckt sind. Analog den anderen afrikanischen Schuppentieren und abweichend von den asiatischen wachsen zwischen den Schuppen keine Haare. Die Schuppen besitzen drei nach hinten zeigende Spitzen und sind bei Phataginus insgesamt sehr dünn und leicht gebaut. Sie ordnen sich in einzelnen Reihen an, die quer zum Körper verlaufen. Über die Mittellinie des Rückens erstreckt sich eine einzelne Schuppenreihe, die aber im Gegensatz zu den asiatischen Schuppentieren nicht bis zur Schwanzspitze reicht. Sie bricht vielmehr vorher ab und wird durch eine kürzere Doppelreihe von Schuppen ersetzt. Die untere Schwanzspitze ist schuppenfrei und besitzt dort ein Tastsinnespolster. Der Kopf ist konisch geformt und ist durch kleine Augen gekennzeichnet. Die Ohrwülste, die bei den asiatischen Manis-Arten deutlich hervortreten, erscheinen bei Phataginus wie bei seinen afrikanischen Verwandten auffällig reduziert. Die Gliedmaßen sind allgemein kräftig und enden vorn und hinten in jeweils fünf Strahlen. Diese besitzen jeweils Krallen, wobei sie bei Phataginus an den Vorder- und Hinterfüßen nahezu gleich lang sind. Nur die mittlere des Vorderfußes ist jeweils zu einer Grabkralle umgestaltet und überragt die anderen um fast das Doppelte an Länge.

## Verbreitung und Lebensraum
Die Vertreter der Gattung Phataginus sind in West- und Zentralafrika verbreitet. Sie kommen von Sierra Leone im Westen bis in die Länder des Kongobeckens im Osten vor. Ihr hauptsächlicher Lebensraum wird durch tropische Regenwälder geprägt, teilweise sind sie auch in Sekundärwäldern oder auf wenig bewirtschafteten Plantagen anzutreffen. Im Vergleich zum Weißbauchschuppentier ist das Langschwanzschuppentier deutlich seltener und bewohnt weitgehend sumpfigere Landschaften.

## Lebensweise

### Territorialverhalten

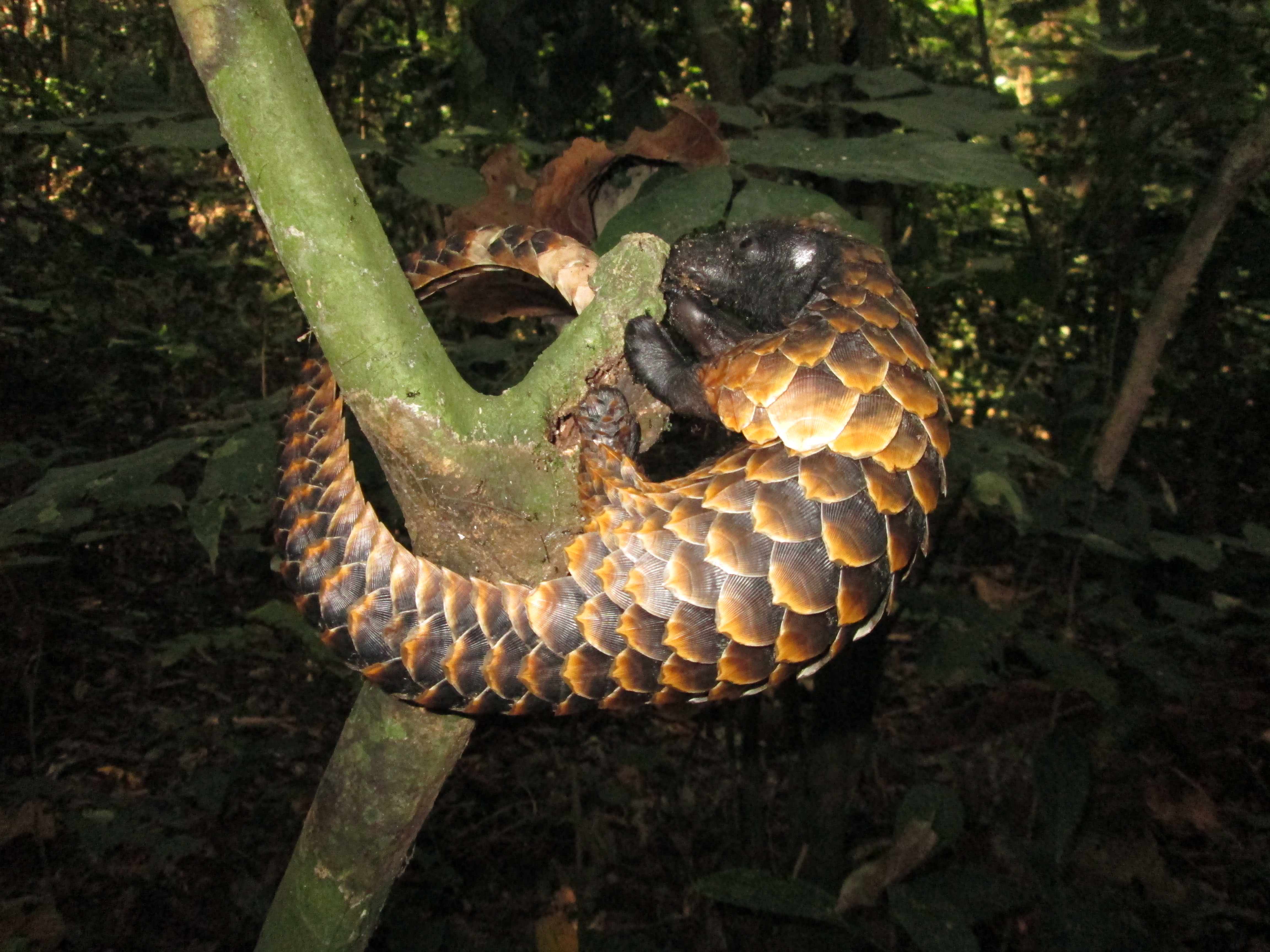
Langschwanzschuppentier

Die beiden Phataginus-Arten sind einzelgängerisch und baumbewohnend, kommen aber auch auf dem Boden vor. Dort bewegen sie sich mit den Vorderfüßen flach aufsetzend vorwärts, was von den rein bodenbewohnenden Schuppentieren Afrikas abweicht. In den Bäumen klettern sie mit einer an Raupen erinnernden Fortbewegungsweise, wobei die Vordergliedmaßen zuerst gesetzt und die Hintergliedmaßen dann nachgezogen werden. Der lange Schwanz ist eine deutliche Anpassung an das Baumleben und dient teilweise auch als „fünfte Gliedmaße“, der das Gewicht eines Tieres für eine Zeit zu halten vermag. Außerdem sind die Vertreter von Phataginus recht gute Schwimmer. Während das Langschwanzschuppentier eher tagaktiv ist, beginnt die Hauptaktivität des Weißbauchschuppentieres mit der Abenddämmerung. Beide Arten nutzen Aktionsräume, in denen mehrere Baumhöhlen als Unterschlupf verteilt zu finden sind. Die Reviere werden mit Sekreten markiert, die auch der innerartlichen Kommunikation dienen.

### Ernährung
Prinzipiell sind beide Vertreter der Gattung Phataginus stark in ihrer Ernährung spezialisiert. Sie bevorzugen staatenbildende Insekten wie Ameisen und Termiten. Dadurch gelten sie als strikt myrmecophag. Im Einzelnen lassen sich aber Unterschiede erkennen. So umfasst die Hauptnahrung des Langschwanzschuppentieres eher Ameisen, die des Weißbauchschuppentieres eher Termiten. Die Beute wird mit dem hervorragend ausgebildeten Geruchssinn aufgespürt. Meist öffnen die Schuppentiere die Nester mit der verlängerten Mittelkralle der Vorderfüße und nehmen die Beute mit der langen, klebrigen Zunge auf, die sehr weit aus dem Maul herausgestreckt werden kann. Ein Tier zerstört ein Nest nicht vollständig, sondern kehrt mehrfach hintereinander zu diesem zurück.

### Fortpflanzung
Die Fortpflanzung erfolgt ganzjährig. Die Tragzeit dauert zwischen 130 und 150 Tage, in der Regel kommt nur ein Jungtier zur Welt, der Embryo entwickelt sich in einem der beiden Hörner der Gebärmutter. Das Neugeboren besitzt geöffnete Augen und weiche Schuppen und ist dadurch schon weit entwickelt. Die Anfangszeit verbringt es in einer Baumhöhle. Nach wenigen Wochen verlässt das Junge diese auf der Schwanzwurzel des Muttertieres reitend. Nach rund vier Monaten ist das Jungtier entwöhnt. Es verlässt die Mutter mit der Geburt des nächsten Jungen. Anfänglich hat es noch keinen festen Aktionsraum und wandert für mehrere Monate herum. Nach rund 15 Monaten ist das Tier vollständig ausgewachsen, dann etabliert es auch seinen eigenen Aktionsraum. Die Lebenserwartung in freier Wildbahn ist unbekannt.

## Systematik

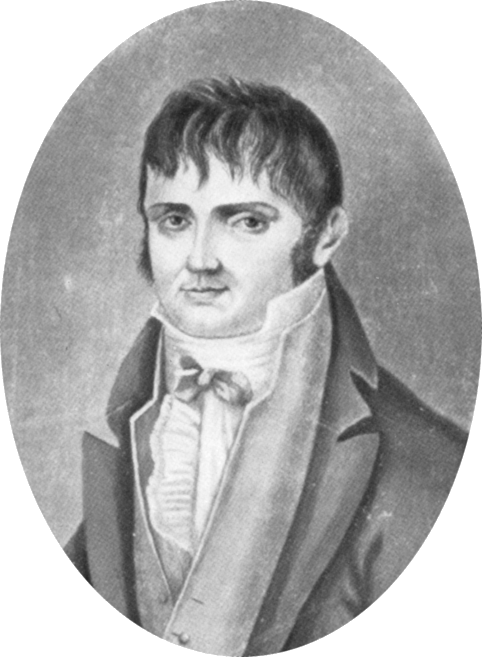
Constantine S. Rafinesque-Schmaltz

Phataginus ist eine Gattung aus der Familie der Schuppentiere (Manidae). Sie schließt die baumkletternden Schuppentiere Afrikas ein und bildet das einzige Mitglied in der Unterfamilie der Phatagininae. Der Unterfamilie zur Seite werden die Smutsiinae gestellt, welche die Gattung Smutsia mit den bodenbewohnenden Schuppentieren Afrikas einschließen. Die beiden Linien der afrikanischen Schuppentiere trennten sich laut molekularsichen Analysen im Übergang vom Oligozän zum Miozän vor rund 22,9 Millionen Jahren. Die asiatischen Schuppentiere, die in der Gattung Manis und der Unterfamilie der Maninae zusammengefasst werden, sind etwas entfernter verwandt, sie spalteten sich bereits im Verlauf des Eozäns vor 46,9 bis 37,9 Millionen Jahren von den gemeinsamen Vorfahren ab. Die Schuppentiere selbst repräsentieren das gegenwärtig einzige Mitglied der Ordnung der Pholidota. Sie stehen in einem weitläufigen Verwandtschaftsverhältnis mit den Raubtieren (Carnivora). Dieses wurde aber erst durch genetische Untersuchungen erkannt.
Allerdings gibt es auch andere Gliederungsvorschläge der Schuppentiere. So wurden die afrikanischen Vertreter teilweise auch innerhalb der Gattung Manis geführt, wobei Phataginus und Smutsia in diesem Fall dann den Status von Untergattungen innehatten. Aufgrund der Ergebnisse anatomischer und phylogenetische Untersuchungen ist aber eine stärkere Differenzierung der Familie der Schuppentiere wahrscheinlicher. Die asiatischen Schuppentiere bilden eine monophyletische, also in sich geschlossene Gruppe, die afrikanischen erscheinen dagegen heterogener. Dies befürwortet eine Abtrennung der afrikanischen von den asiatischen Arten. Die Aufteilung der afrikanischen Schuppentiere wird wiederum durch morphologische und anatomische Unterschiede gestützt.
Die Unterfamilie der Phatagininae und die Gattung Phataginus werden heute mit zwei Arten geführt:
- Unterfamilie Phatagininae Gaubert, 2017

- Phataginus Rafinesque, 1821

- Langschwanzschuppentier oder Schwarzbauchschuppentier (Phataginus tetradactyla (Linnaeus, 1766)); West- und Zentralafrika
- Weißbauchschuppentier (Phataginus tricuspis (Rafinesque, 1821)); West- und Zentralafrika

Das Weißbauchschuppentier könnte sich genetischen Daten zufolge aus mehreren Arten zusammensetzen, was auch schädelmorphologische Analysen befürworten. Gelegentlich wird von Phataginus noch die Gattung Uromanis abgetrennt. Beide Gattungen sind dann monotypisch, erstere schließt das Weißbauchschuppentier, letztere das Langschwanzschuppentier ein. Allerdings formen die beiden baumlebenden Schuppentiere Afrikas den bereits genannten anatomischen und phylogenetischen Analysen zufolge eine geschlossene Gruppe, was eine Aufspaltung in zwei Gattungen nicht rechtfertigt. Fossilfunde von Phataginus sind nicht bekannt.
 

Die wissenschaftliche Erstbeschreibung von Phataginus stammt aus dem Jahr 1821 und erfolgte durch Constantine S. Rafinesque-Schmaltz anhand eines Individuums aus Guinea, welches in das American Museum of Natural History in New York verbracht worden war. Er sah Phataginus dabei als Untergattung von Manis an. Sie unterschied sich durch den Bau des Fußes und der Länge des Schwanzes im Vergleich zum restlichen Körper von der seiner Meinung nach zweiten Untergattung Pangolinus, die das damals bekannte Chinesische Schuppentier (Manis pentadactyla) enthielt und von ihm in der gleichen Schrift etabliert wurde. Seine kurze Erstbeschreibung für Phataginus lautete: 

« Pieds à 4 doigts; 5 ongles inégaux, 4 très longs et 1 intérieur très court, n'appartenant à aucun doigt visible ; queue plus longue que le corps »

„Fuß mit 4 Zehen; 5 gebogene Krallen, 4 sehr lange und eine sehr kurze bis kaum sichtbare, innere Zehe; Schwanz länger als der Körper“

Rafinesque merkte aber an, das die von Linnaeus angenommenen vier Zehen bei seinem 1766 beschriebenen Langschwanzschuppentier fehlerhaft war, da die Art tatsächlich über fünf verfügt, von denen eine, wie in seiner Beschreibung festgehalten war, extrem kurz ausfällt.
Die Gattung wurde teilweise zusammen mit Smutsia innerhalb der Unterfamilie der Smutsiinae geführt. Genetische Untersuchungen aus dem Jahr 2017 kamen zu einer weiter zurückreichenden genetischen Trennung der beiden Schuppentierlinien. Daher und zusätzlich aufgrund zahlreicher abweichender morphologischer Merkmale führte Philippe Gaubert im gleichen Jahr die neue Unterfamilie der Phatagininae ein.

## Bedrohung und Schutz
Wie alle anderen Schuppentiere auch werden die beiden Phataginus-Arten stark durch den Menschen bejagt und meist lokal auf Märkten gehandelt. Einerseits gilt ihr Fleisch als Delikatesse und wird als Bushmeat verkauft, andererseits werden den Schuppen und anderen Körperteilen Heilkräfte zugeschrieben. Dadurch gehören sie zum Brauchtum örtlicher medizinischer Traditionen und finden Einsatz bei der Behandlung verschiedenster Erkrankungen. Allein bei den Yoruba in Nigeria ist die Verwendung von baumlebenden Schuppentieren bei über 40 Krankheiten und Beschwerden dokumentiert, darüber hinaus werden einzelne Körperteile auch als Glücksbringer eingesetzt. Die unterschiedliche Häufigkeit der beiden Vertreter von Phataginus spiegelt sich dabei auch auf den Märkten wider. Im Jahr 2004 wurden auf fünf untersuchten Märkten in Gabun Langschwanzschuppentiere mit einem Gesamtgewicht von insgesamt 335 kg verkauft, beim Weißbauchschuppentier erreichte die Menge über 2 t. Neben diesem, meist lokal stattfindenden Verkauf sind die baumkletternden, afrikanischen Schuppentiere zunehmend auch Bestandteil des internationalen Handels. Hier ist die Zielregion Ost- und Südostasien, wo Schuppentiere in der Traditionellen Chinesischen Medizin genutzt werden. Teilweise läuft dieser Handel über europäische Flughäfen. So konnten beispielsweise im Juni 2008 in Paris fünf Langschwanzschuppentiere sichergestellt werden, im Jahr 2011 wiederum machten Behörden in Belgien 100 Häute mit Schuppen des Weißbauchschuppentiers ausfindig. Durch diese, teils starke Bejagung sind die Bestände der beiden baumkletternden Schuppentierarten Afrikas stark rückläufig, örtlich auch teilweise schon verschwunden. Seit dem Jahr 2000 unterliegen sie dem Washingtoner Artenschutz-Übereinkommen (CITES), wodurch ein Handel mit den Tieren oder deren Körperteilen verboten ist (zero annual export quota des CITES). Neben der intensiven Bejagung durch den Menschen hat auch die zunehmende Landschaftszerstörung einhergehend mit der Ausdehnung menschlicher Siedlungen und Nutzflächen Einfluss auf die einzelnen Populationen. Beide Vertreter von Phataginus werden von der IUCN als „gefährdet“ (vulnerable) eingestuft.